# Corades cybele
Corades cybele är en fjärilsart som beskrevs av Butler 1866. Corades cybele ingår i släktet Corades och familjen praktfjärilar. Inga underarter finns listade i Catalogue of Life.

## Bildgalleri

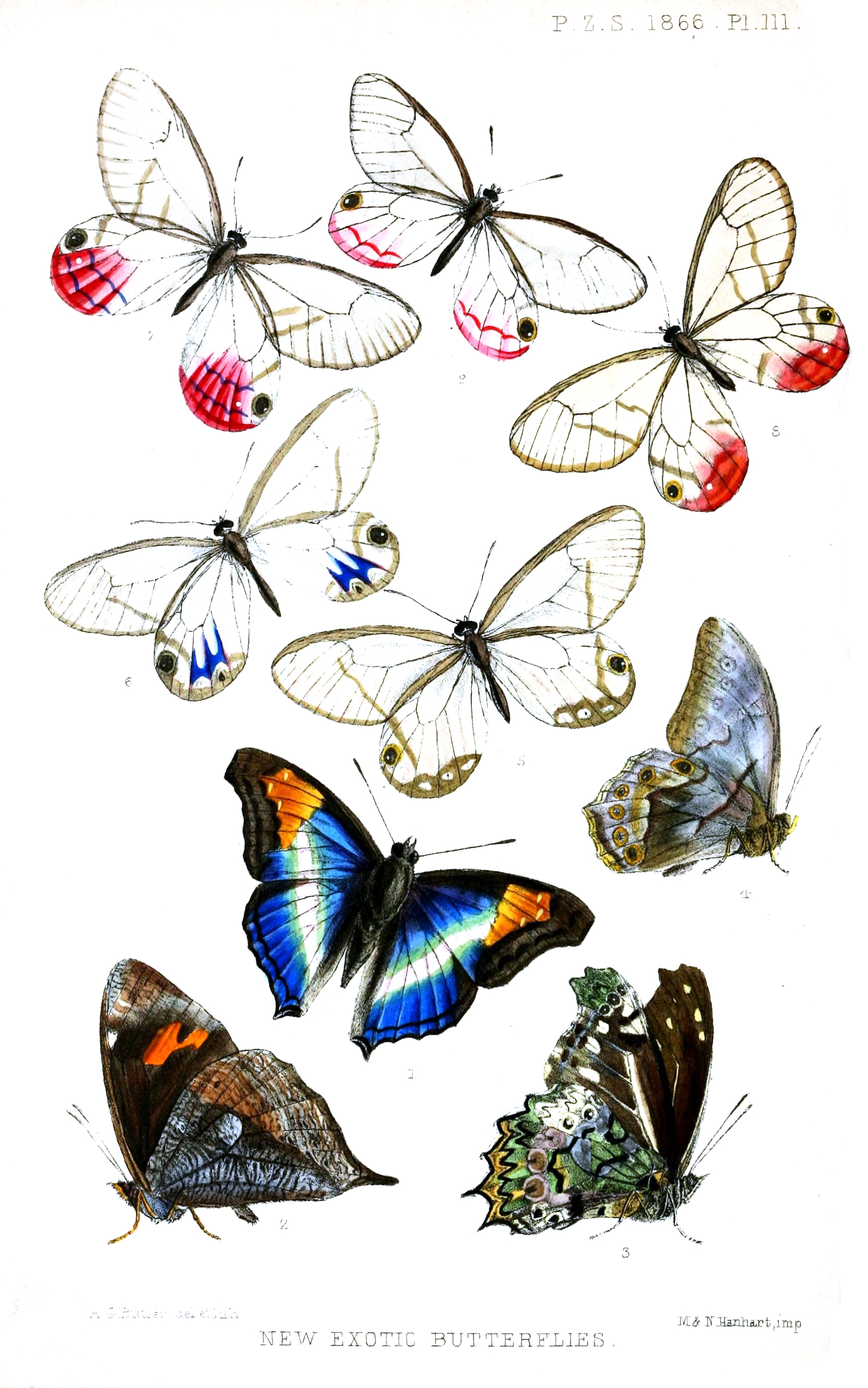